# الدوائر الانتخابية في الكويت (2008–حتى الآن)

## الدوائر الانتخابية والمناطق التابعة

### الدائرة الأولى
- منطقة الشرق
- منطقة الدسمة
- منطقة المطبة
- منطقة دسمان
- منطقة بنيد القار
- منطقة الدعية
- منطقة الشعب
- جزيرة فيلكا وسائر الجزر
- منطقة حولي
- منطقة ميدان حولي
- منطقة النقرة
- منطقة بيان
- منطقة مشرف
- منطقة السالمية
- منطقة البدع
- منطقة سلوى
- منطقة الراس
- منطقة الرميثية
- ضاحية مبارك العبد الله الجابر
- منطقة أنجفة

### الدائرة الثانية
- منطقة المرقاب
- ضاحية عبد الله السالم
- منطقة القبلة
- منطقة الشويخ ومنها الصناعية والصحية
- منطقة الشامية
- منطقة القادسية
- مدينة جابر الأحمد
- منطقة المنصورية
- منطقة الفيحاء
- منطقة النزهة
- منطقة الصليبيخات
- منطقة الدوحة
- منطقة أمغرة
- منطقة غرناطة
- منطقة القيروان
- النهضة
- شمال غرب الصليبخات

### الدائرة الثالثة
- منطقة كيفان
- منطقة الروضة
- منطقة العديلية
- منطقة الجابرية
- منطقة السرة
- منطقة الخالدية
- منطقة قرطبة
- منطقة اليرموك
- منطقة خيطان
- منطقة أبرق خيطان
- منطقة خيطان الجديدة
- منطقة السلام
- منطقة الصديق
- منطقة حطين
- منطقة الشهداء
- منطقة الزهراء

### الدائرة الرابعة
- منطقة الفروانية
- منطقة الفردوس
- منطقة العمرية
- منطقة الرابية
- منطقة الرقعي
- منطقة الأندلس
- منطقة جليب الشيوخ
- ضاحية صباح الناصر
- منطقة الشدادية
- منطقة صيهد العوازم
- منطقة العضيلية
- منطقة العارضية
- منطقة الرحاب
- منطقة الصليبية والمساكن الحكومية
- منطقة الجهراء وحدود الكويت مع العراق شمالا وغربا وحدود الكويت مع السعودية حتى المتياهة.
- منطقة الجهراء الجديدة
- منطقة إشبيلية
- ضاحية عبد الله المبارك
- مدينة سعد العبدالله

### الدائرة الخامسة
- مدينة الأحمدي
- منطقة المقوع
- منطقة واره
- منطقة الصبيحية
- منطقة الجعيدان حتى حدود الكويت مع السعودية
- منطقة هدية
- منطقة الفنطاس
- منطقة المهبولة
- منطقة أبو حليفة
- منطقة الفنيطيس
- منطقة المسيلة
- ضاحية صباح السالم
- منطقة الرقة
- منطقة الصباحية
- منطقة الظهر
- منطقة العقيلة
- منطقة القرين
- منطقة العدان
- منطقة القصور
- منطقة مبارك الكبير
- ضاحية فهد الأحمد
- ضاحية جابر العلي
- منطقة الفحيحيل
- منطقة المنقف
- ضاحية علي صباح السالم
- ميناء عبد الله
- منطقة الزور
- مدينة صباح الأحمد
- منطقة الوفرة حتى حدود الكويت الجنوبية مع السعودية.
- أبو فطيرة
- المسايل
- أبو الحصانية
- الخيران